# 南橫引河
南橫引河是中華人民共和國上海市崇明島上的一條運河，是崇明環島運河的一部分，西至崇明水閘，東至團旺河，全長78千米。該運河是利用原有河道截彎取直而建成。1978年被評為上海市市級水道。